# 三元乡 (营山县)
三元乡，是中华人民共和国四川省南充市营山县曾经下辖的一个乡。2019年10月，撤销三元乡，将其所属行政区域划归太蓬乡管辖。

## 行政区划
三元乡撤销前下辖以下地区：
老君村、兴福村、炉山村、仙洞村、轿顶村、天梯村、红花村、石笋村、长渠村、香山村和长凤村。